# كفر هلال (بركة السبع)
كفر هلال، قرية رئيسية تابعة لمركز بركة السبع التابع لمحافظة المنوفية في جمهورية مصر العربية.

## التاريخ
قرية كفر هلال من القرى القديمة، حيث وردت باسم «نفره» في أعمال جزيرة قوسينا ضمن قرى الروك الصلاحي التي أحصاها ابن مماتي في كتاب قوانين الدواوين، كما وردت باسم «نفره» في أعمال الغربية ضمن قرى الروك الناصري التي أحصاها ابن الجيعان في كتاب «التحفة السنية بأسماء البلاد المصرية». وفي العصر العثماني وردت باسم «نفره» في التربيع العثماني الذي أجراه الوالي العثماني سليمان باشا الخادم في عصر السلطان العثماني سليمان القانوني ضمن قرى ولاية الغربية، وفي تاريخ 1228هـ/1813م الذي عدّ قرى مصر بعد المسح الذي قام به محمد علي باشا باسم «كفرهلال» ضمن قرى مديرية الغربية. ويُذكر أن قرية كفر هلال في سنة 1228هـ/1813م، تم تقسيم قرية نفرة إلى قرى كفر هلال وكفر نفره البحري وكفر الشيخ طعيمة، وعند تأسيس مركز بركة السبع، اقتطعت القرية من مركز السنطة في محافظة الغربية، وضمت لمركز بركة السبع حديث الإنشاء..

## السكان
بلغ عدد سكان كفر هلال 10,467 نسمة، حسب الإحصاء الرسمي لعام 2006.